# Carter House Museum

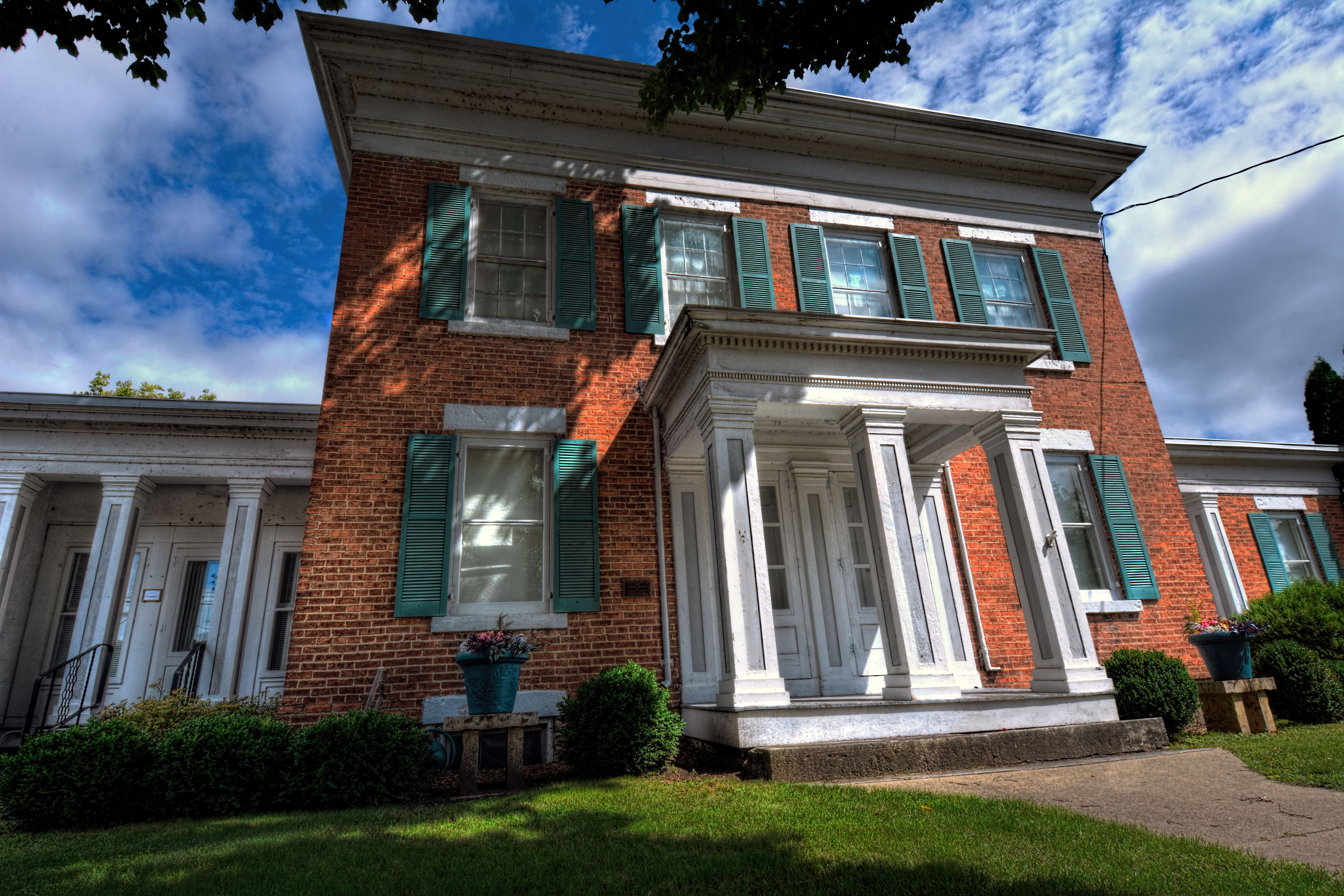
Carter House, 2014

Das Carter House (auch W. C. Reimer House) ist ein Museum in der Kleinstadt Elkader im Bundesstaat Iowa der Vereinigten Staaten. Es ist ein 18 Zimmer umfassender, im neoklassischen Stil errichteter, Bau aus dem 19. Jahrhundert. Das Museum illustriert das Leben im späten 19. Jahrhundert in Iowa und stellt Möbel, Kleidung, Uniformen, Farmwerkzeuge  und diverse Alltagsgegenstände aus dem Zeitraum von 1850 bis 1920 aus.
Das Carter House wurde 1855 als Doppelhaus von den Gebrüdern Henry und Ernest Victor Carter für ihre beiden Familien erbaut. 1885 wurde das Haus von Carter-Familie an Joe und Ella Lamm verkauft und nach deren Ableben wurde es 1938 von William und Lina Reimer erworben. Die Reimers lebten im Carter House bis zu ihrem Tode und während dieser Zeit wurde das Haus in die National Register of Historic Places aufgenommen. Nach dem Tode der Reimers wurde das Carter House 1983 von der Elkader Historical Society aufgekauft, die es restaurierte und das zu einem Museum umfunktionierte.